# Hieracium hugeliense
Hieracium hugeliense es una especie de planta con flor del género Hieracium, de la familia Asteraceae, orden Asterales.

## Distribución
Hieracium hugeliense se distribuye por Noruega.

## Taxonomía
Fue descrita científicamente por Dahlst.
Tratamiento taxonómico
La especie aparece registrada y publicada en Acta Horti Berg.